# Lycosa lebakensis
Lycosa lebakensis är en spindelart som beskrevs av Carl Ludwig Doleschall 1859. Lycosa lebakensis ingår i släktet Lycosa och familjen vargspindlar. Inga underarter finns listade i Catalogue of Life.